# Wałcz
Pour les articles homonymes, voir Krone.
Wałcz (en allemand : Deutsch Krone) est une ville de la voïvodie de Poméranie occidentale, dans le nord-ouest de la Pologne. Elle est le siège du powiat de Wałcz.

## Géographie
La ville s'est construite sur un plateau de Prusse-Occidentale, au milieu d'une vaste forêt de hêtres, à 20 km au nord-ouest de Piła (Schneidemühl), 130 km à l'est du port fluvial de Stettin et 140 km au sud de Koszalin (l'ancienne Köslin). Deux lacs se trouvent à proximité le lac Radaun et le Schloss-See. Destination touristique, cette ville était naguère surnommée la « perle des villes du Grenzmark. »
|  |  |

## Histoire

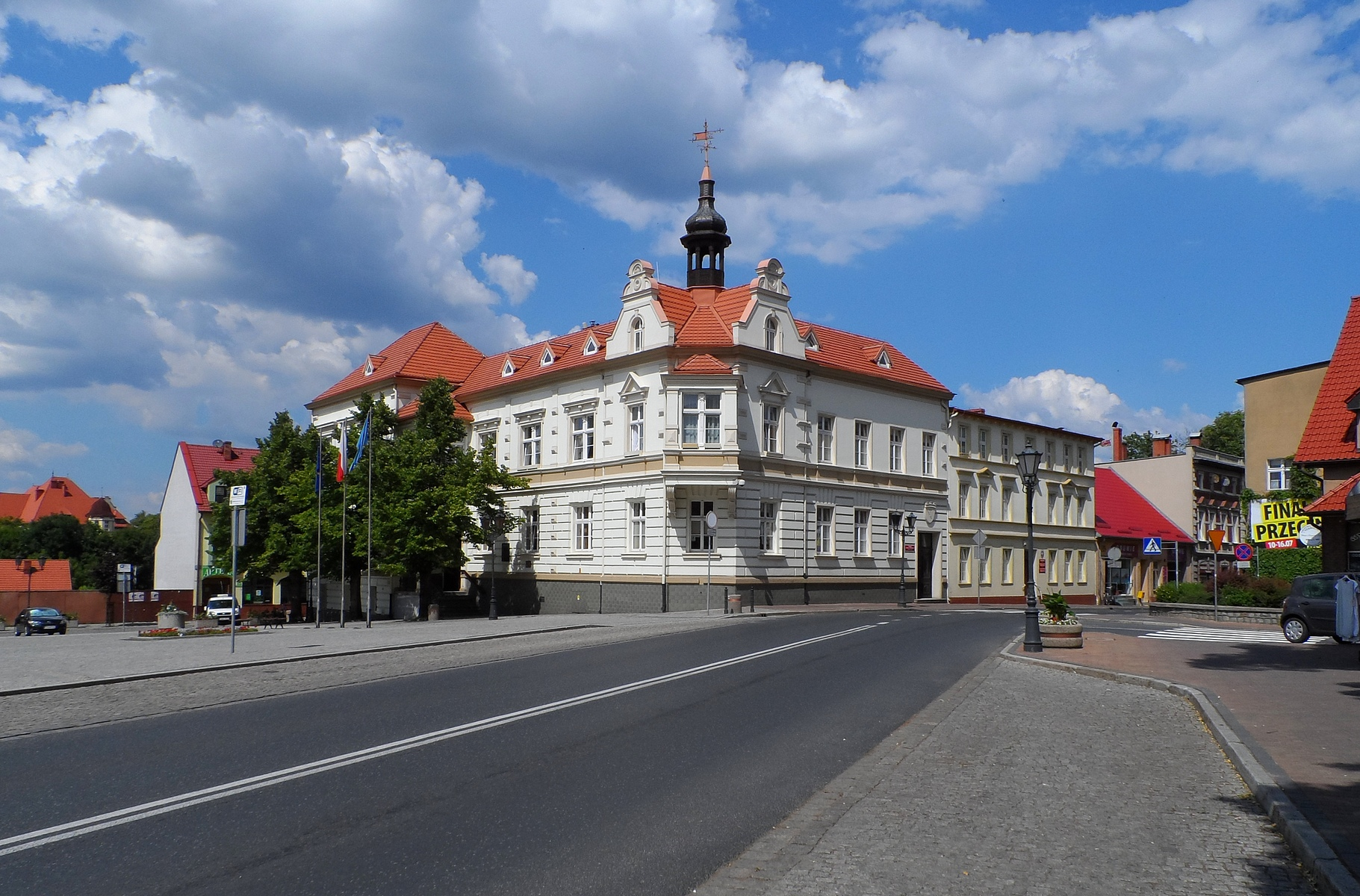
L'hôtel de ville.

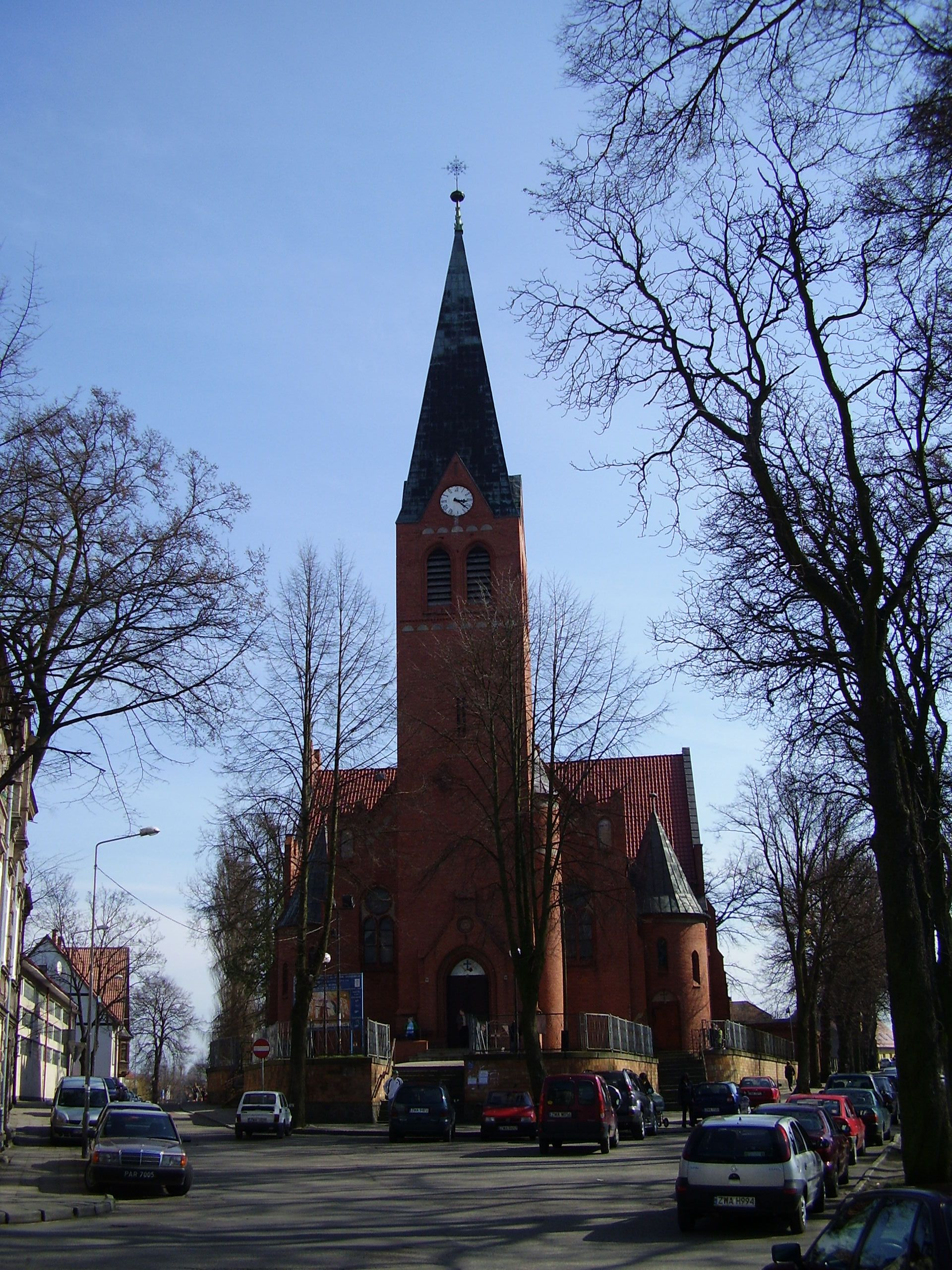
L'ancien temple protestant.

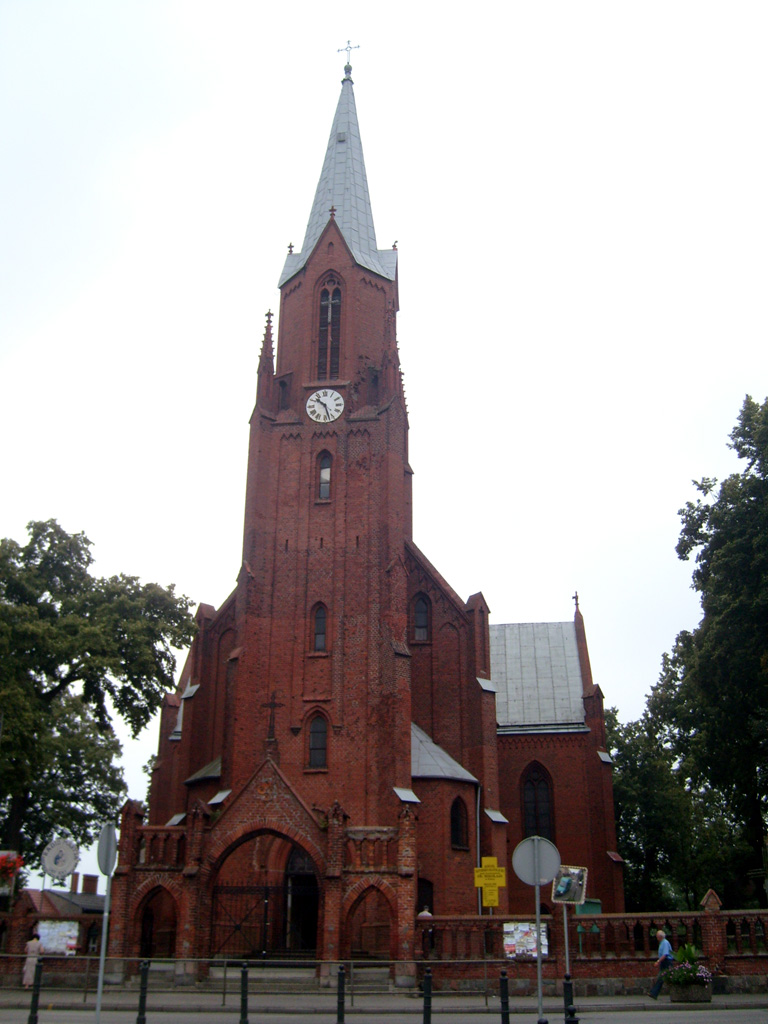
L'église Saint-Nicolas.

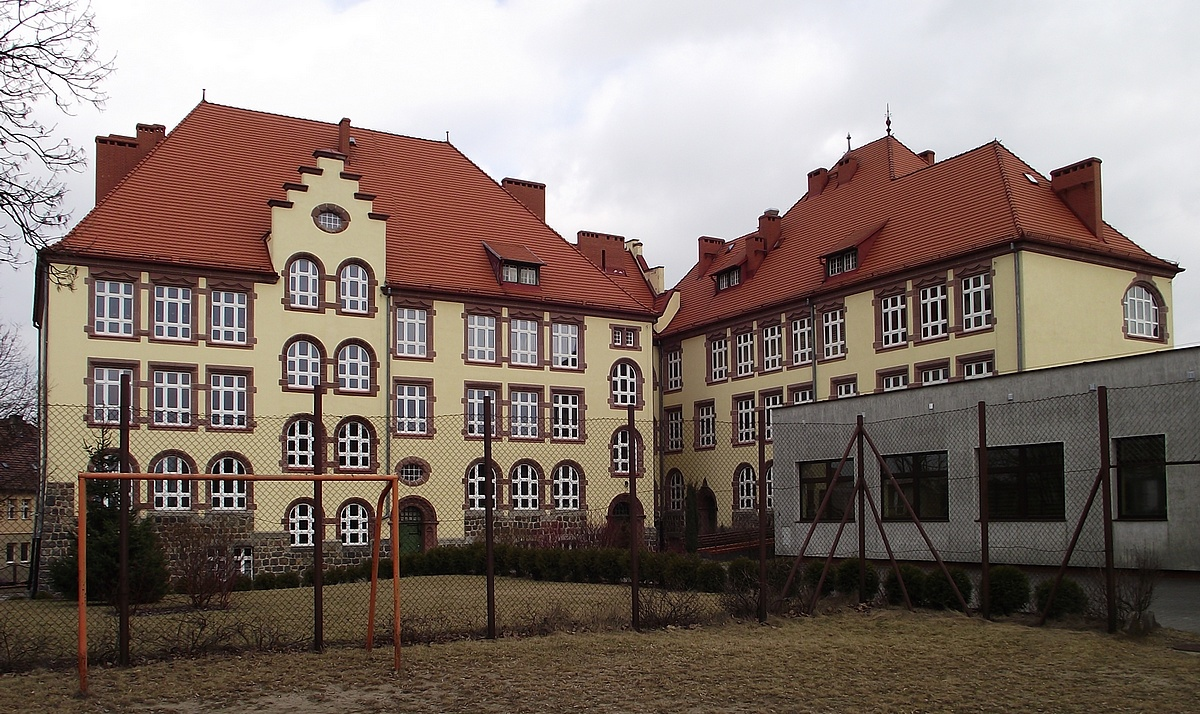
Le lycée

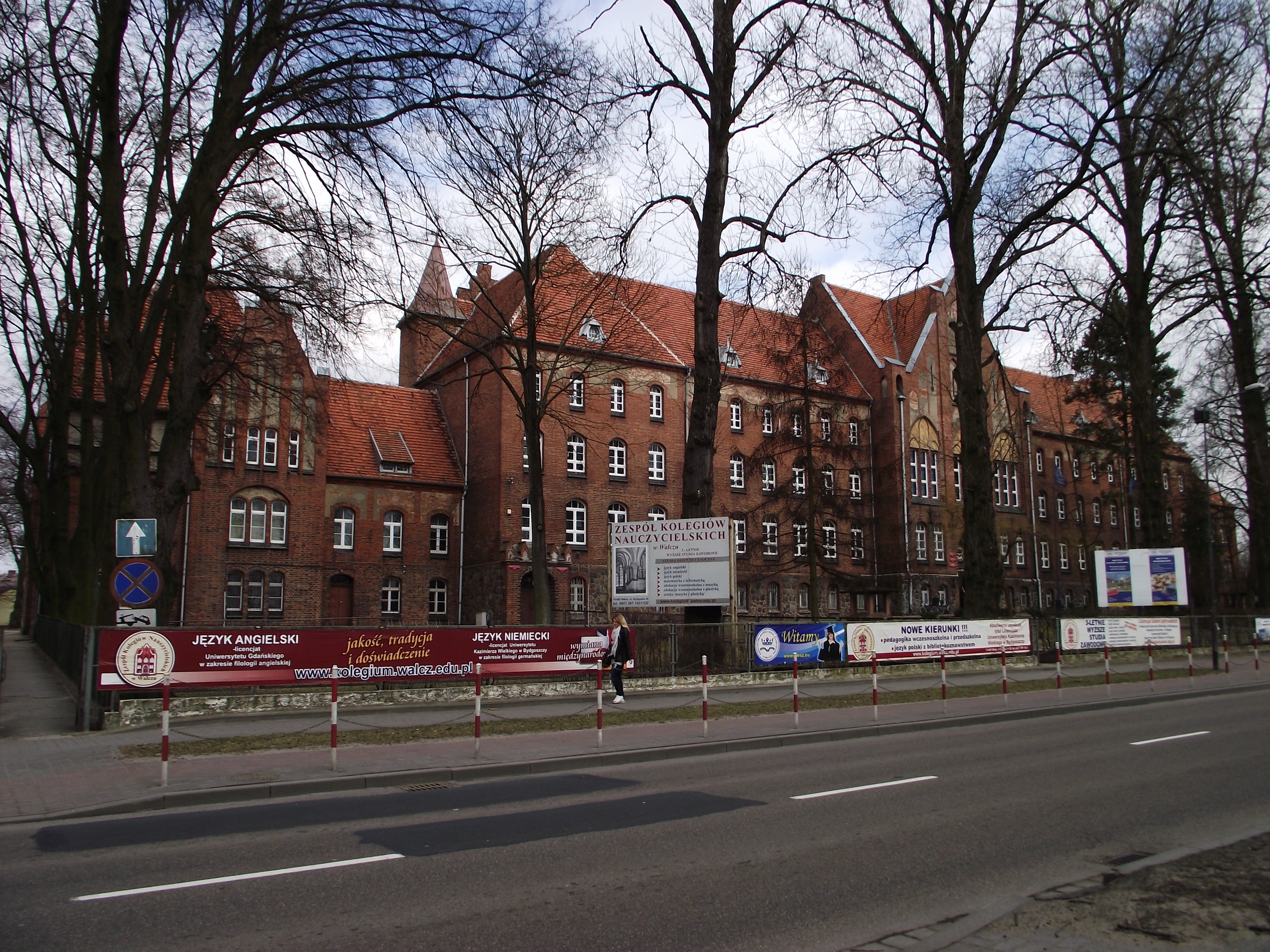
L'école.

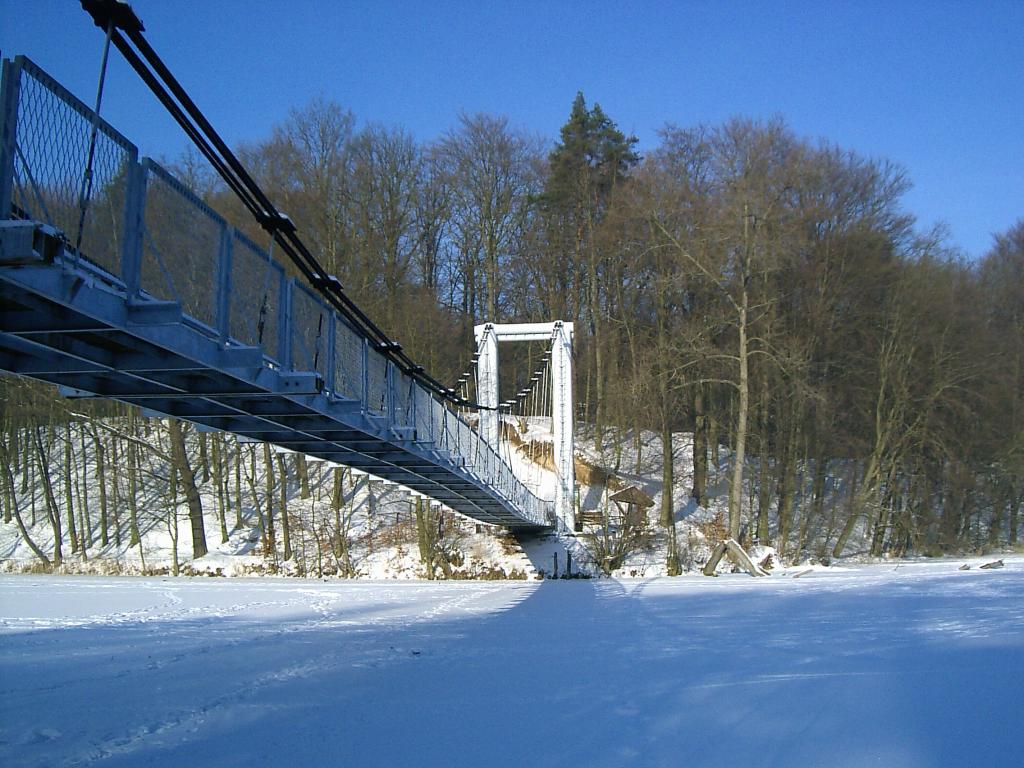
Le pont suspendu du lac Radun en hiver.

Une donation de l'an 1249 mentionne la villa Cron. On trouve plus tard dans les actes les dénominations Arnskrone (1303), Arneskrun sive Wałcz, Welcz (1368 puis 1380), Corana ou Corona (1375), Arnes Cron et die Crone (1672), Deutsch Crone (1766), en polonais Wałcz et Wałęcz (1867).
Le domaine de villa Cron cité dans l'acte de donation de 1249 était une presqu'île du lac de Schloss-See, appelée « Wałcz » par les tribus slaves, et attribuée par ce document aux Templiers. Au début du XIVe siècle, les Ascaniens s'emparèrent de toute la province de marche, appelée par la suite « Nouvelle-Marche », comprise entre la Poméranie et la Pologne. Les co-margraves Valdemar, Othon IV, Conrad et Jean signèrent le 23 avril 1303 un décret, par lequel les chevaliers de Schöningen et de Liebenthal étaient chargés de fonder une ville, Arneskrone, au milieu du fief de „Walcz“, : c'était l'époque de la Colonisation germanique. La ville, à peine formée, fut revendue en 1307 à la famille Liebenov. Par la suite, la région fut sans cesse disputée entre la Couronne de Pologne et le Saint Empire. Pour en finir, le margrave Othon de Bavière la céda en 1368 à la Pologne, et pendant quatre siècles, Krone demeura polonaise, tout en conservant ses prérogatives antérieures. Mais au XVe siècle, la guerre reprit, cette fois entre les rois de Pologne et l'ordre Teutonique : en 1407, Krone fut incendiée par les chevaliers teutoniques, et en 1460, leurs lansquenets s'en emparèrent et massacrèrent le gouverneur Hans von Wedell.
La Réforme s'accompagna de nouvelles luttes. Le gouverneur von Gorka avait propagé la doctrine de Luther en 1535, mais les Polonais appelèrent en 1594 un nouveau curé pour faire pièce aux protestants ; mais le déséquilibre démographique (les habitants étaient très majoritairement germanophones) était décidément en défaveur de Rome. L'octroi du droit de marché par le roi Étienne de Pologne, le  20 août 1577, rétablit la prospérité. À l'époque, la plupart des habitants étaient des agriculteurs libres cultivant les champs autour de la ville, de sorte que celle-ci ne pouvait guère s'étendre : les nouveaux-venus n'avaient d'autre solution que de s'établir en dehors de Krone. C'est ainsi qu'un nouveau bourg, Neustadt Wałcz, vit le jour, avec octroi d'une charte en 1590. La guerre de Trente Ans, en ravageant la région et en ruinant le commerce, força les deux communes à fusionner par traité le 6 mai 1658.
En vertu de l'article V du traité de Varsovie, le pays de Krone fut attribué à la Prusse. Comme le comté de Bromberg possédait déjà une ville du nom de Polnisch Krone, la ville dut adopter le nom officiel de « Deutsch Krone. » La création de l'arrondissement de Deutsch Krone, alors le deuxième plus grand de Prusse, fit de cette ville un chef-lieu, alors qu'elle ne comptait encore que 1 155 habitants. Après la création par les Jésuites, en 1665, d'une prestigieuse école de latin (elle scolarisait en 1710 environ 200 écoliers), les bourgeois protestants s'efforcèrent à leur tour d'ouvrir une école secondaire en 1773. L'école des Jésuites, appelée indifféremment Lyceum ou Atheneum, fut convertie en lycée royal en 1781. Le premier pasteur protestant était entré en fonctions en 1794, mais il ne put officier dans un temple qu'à partir de 1823 : à ce moment, la population avait déjà pratiquement doublée pour atteindre 2 500 habitants. Ce temple devint le siège d'un ancien de congrégation, dont le diocèse était rattaché à la province ecclésiastique de Prusse-Occidentale.

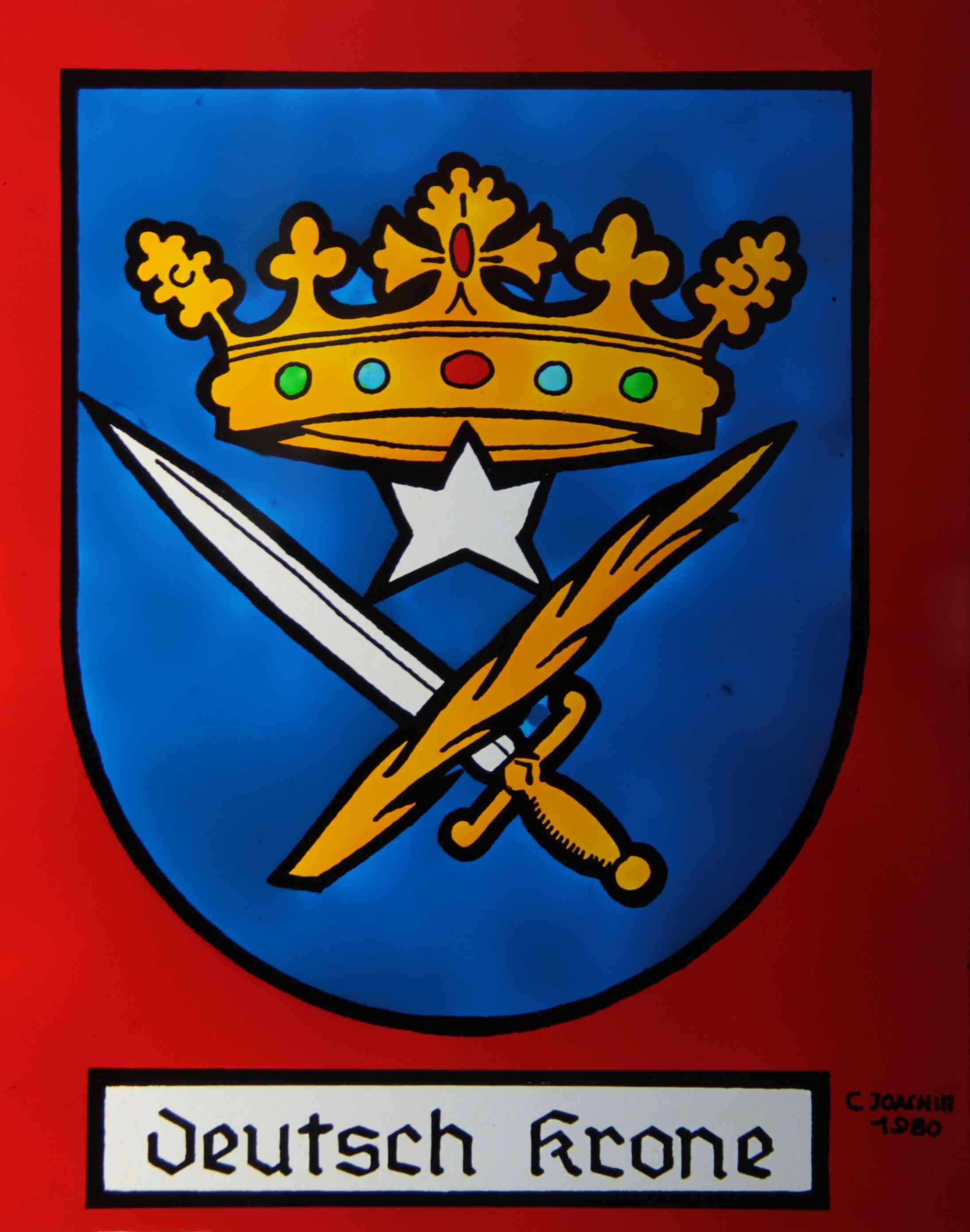
Armoiries de Deutsch Krone

Au début du XIXe siècle, la ville fut la proie de plusieurs grands incendies et de la pandémie de choléra de 1831, qui connut une réplique en 1848-49 ; mais déjà la Révolution industrielle pointait. Dès 1828, Deutsch Krone était reliée par la chaussée royale Berlin–Kœnigsberg, la future Reichsstrasse 1, et elle fut reliée par chemin de fer à partir de 1881 (ligne Schneidemühl–Deutsch Krone).
Au mois d’octobre 1855, l'école secondaire protestante obtint le statut de lycée ; il occupait à présent l'emplacement de l'école de latin des Jésuites fondée au XVIIe siècle. Au début du XXe siècle, la ville de Deutsch Krone possédait ainsi un temple protestant, une église et un séminaire catholiques, une synagogue, un lycée, un séminaire protestant, une école professionnelle, un tribunal d'instance et diverses entreprises spécialisées dans la fonderie des métaux ferreux, les constructions mécaniques, la distillerie et la brasserie, la menuiserie.
La Première Guerre mondiale s'accompagna pour la région de profonds bouleversements. Le redécoupage des frontières de la Pologne reconstituée par le traité de Versailles, impliquait que l'Allemagne devait restituer les régions à l'est de Deutsch Krone. Ce n'est que sous la pression de manifestations massives des citoyens des villes que l'arrondissement put être maintenu dans l'Empire allemand. Il fut rattaché à la nouvelle province de Posnanie-Prusse-Occidentale, avant de faire partie de la Province de Poméranie après la réforme de 1938.
Sa position de ville-frontière nuisait désormais à l’expansion économique de la ville : l’expulsion des résidents allemands provoqua l’afflux de quelque 3 000 nouveaux citoyens en ville, et la construction d’immeubles occupa toutes les années 1920. En 1932, les autorités de Weimar décidèrent de fortifier la place. La Wehrmacht y établit en 1935 une caserne d’artillerie. Le dernier recensement de la période allemande, en 1939, fait état de 14 941 habitants.
Pendant la Seconde Guerre mondiale, la ville abrita une multitude de lazarets, et accueillait un centre de formation de la Kriegsmarine. En 1944, tous les citoyens encore valides furent réquisitionnés pour édifier la ligne fortifiée de Poméranie (Pommernwall), un complexe de blockhaus et d’obstacles antichars. Enfin au mois de janvier 1945, les habitants de Deutsch Krone furent autorisés à fuir l’avancée russe. Ils devaient être pris en charge à 200 km à l’est de Demmin, mais rien n'était prêt et la plupart durent poursuivre leur exode vers l’ouest.
Le 12 février 1945, l’Armée rouge occupa Deutsch Krone. Au cours de l’été 1945, les forces d'occupation soviétiques, conformément à la conférence de Potsdam, placèrent Deutsch Krone et toute la Poméranie ultérieure, la province de Prusse-Occidentale et la moitié sud de la province de Prusse-Orientale sous administration polonaise. Les autorités polonaises rétablirent la dénomination de Wałcz, et les derniers germanophones encore résidents  furent expulsés.

## Jumelages
- Bad Essen (Basse-Saxe)
- Bailleul (France, Département du Nord)
- Demmin (Mecklembourg-Poméranie-Occidentale)
- Kyritz (Brandebourg)
- Werne (Rhénanie-du-Nord-Westphalie)

## Personnalités
- Hermann Löns (1866–1914), journaliste et écrivain allemand, grandit à Deutsch-Krone, où son père était professeur de lycée (plaque commémorative au n° 21 d'Ul. Bankowa)
- Ernst Sauer (de) (1799–1873), facteur d'orgue, s'était établi à Deutsch Krone
- Karl Weierstrass (1815–1897), l'illustre mathématicien, y fut professeur de lycée de 1843 à 1848.

### Natifs de Deutsche Krone
- Jan Kozłowski (né en 1946), homme politique polonais
- Krzysztof Głowacki (né en 1986), boxeur polonais

## Voies de communications

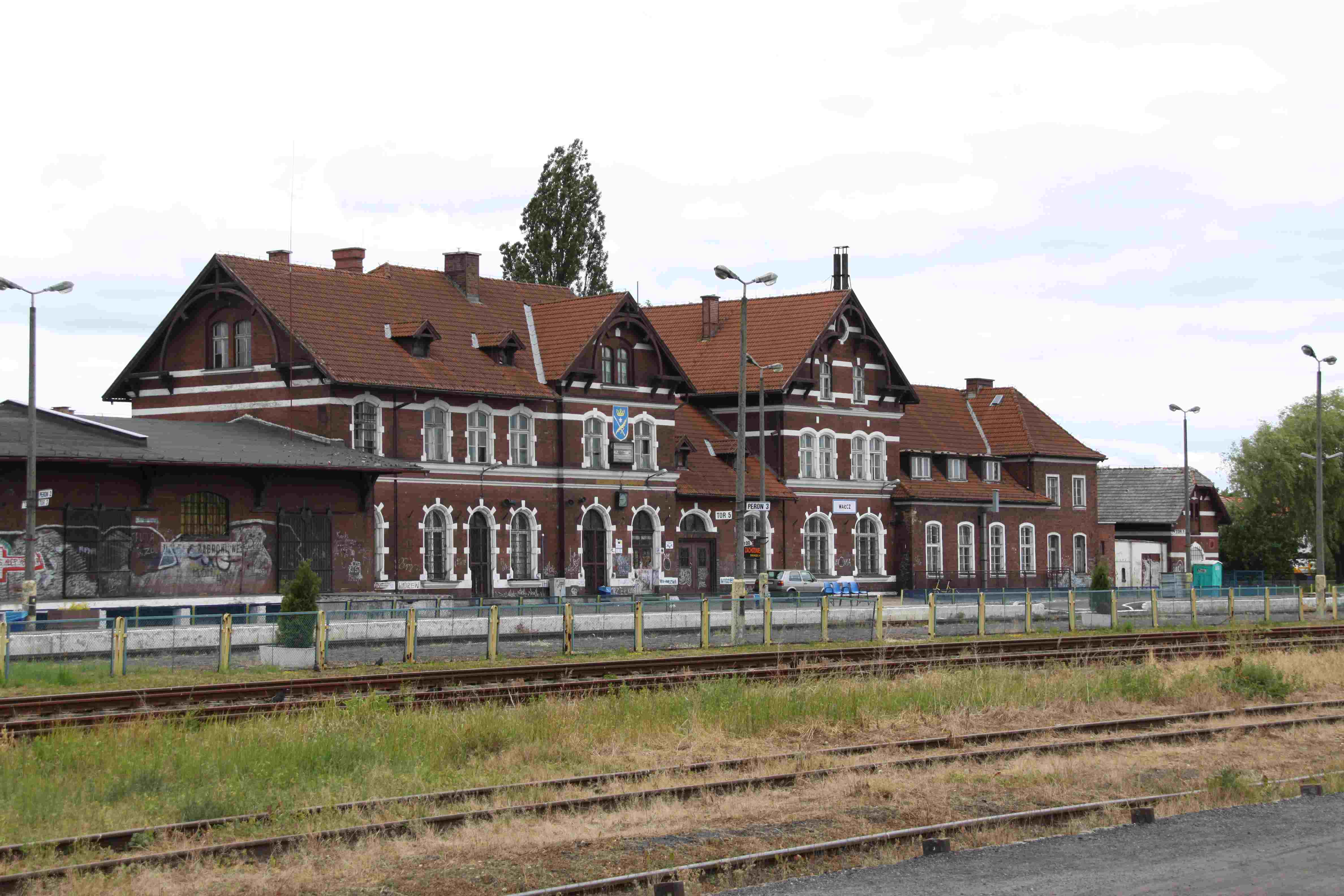
La gare de Wałcz (2010)

Jusqu'en 1945, Deutsch Krone était desservie par la Reichsstrasse 1, reliant Aix-la-Chapelle à Kœnigsberg et Eydtkuhnen via Potsdam et Berlin.
La ville se trouve sur la ligne de chemin de fer Piła–Ulikowo, d'où il est possible de rallier Stargard. Chaque jour, quatre TER relient Stettin à Piła via Stargard. Un train seul suffit au transport de fret.